# Витан (Ормож)
Витан (словен. Vitan) — поселення в общині Ормож, Подравський регіон‎, Словенія.